# エチラセタム
エチラセタム(Etiracetam)は、ラセタム系のスマートドラッグである。R体とS体が混合しているラセミ体を指す名称で、生理活性を持つエナンチオマーはS体でレベチラセタムという。